# Michael Onslow, 7. Earl of Onslow
Michael William Coplestone Dillon Onslow, 7. Earl of Onslow (* 28. Februar 1938 in Surrey; † 14. Mai 2011 in London) von 1945 bis 1971 Viscount Cranley, war ein britischer Politiker (Conservative Party).

## Leben und Karriere
Onslow war der einzige Sohn von William Onslow, 6. Earl of Onslow, und dessen erster Frau Pamela Dillon, einer Tochter von Eric Dillon, 19. Viscount Dillon. Er besuchte das Eton College und die Sorbonne.
Im Anschluss diente Onslow vier Jahre bei den Life Guards und war in Aden und Oman eingesetzt. Während dieser Zeit entdeckte er sein Interesse für Fotografie und wurde in dem Bereich 1960 professionell tätig. Er wurde als einziger Fotograf bei einer Charity-Party von J. Paul Getty zugelassen. Zwei Jahre später wechselte er in den Versicherungssektor. Er war in diesem Bereich unter anderem als Underwriter für Lloyd’s tätig.
Als Onslow 1971 den Titel eines Earl of Onslow erbte, wurde das ehemalige Familienanwesen Clandon Park in Surrey, das bis 1956 Familiensitz gewesen war, vom National Trust nach zweijährigen Renovierungsarbeiten wiedereröffnet. Onslow gab seine Tätigkeit als Versicherungsmakler auf und bewirtschaftete die verbliebenen 800 ha Land. Außerdem zog er in das auf dem Anwesen befindliche Haus des Bailiffs.
Er war Direktor (Governor) der Royal Grammar School in Guilford, sowie des University College der University of Buckingham. Bei der Surrey County Agricultural Society war er als Präsident und Mitglied des Treuhandrates (Trustee) tätig. Bei der Surrey and Hampshire Canal Society war er ebenfalls Präsident. Er war mehrfach High Steward of Guildford. Er war lange Jahre Mitglied im Lloyd’s Club in London.

## Mitgliedschaft im House of Lords
Onslow erbte 1971 den Titel und den damals damit verbundenen Sitz im House of Lords.
Er war einer der Hereditary Peers, die nach dem House of Lords Act 1999 (einer Maßnahme, bei der er sich der Stimme enthielt) gewählt wurden und im Oberhaus verblieben. Er gehörte der Conservative Party an. Eine Reform des House of Lords unterstützte er, allerdings nicht in der von der Labour-Regierung geplanten Form. Bereits 1979 hatte er Margaret Thatcher gedrängt, das Oberhaus zu reformieren, bevor eine Labour-Regierung dies täte. Dabei bevorzugte er eine Lösung, bei der zwei Drittel des Hauses gewählt werden.
Er war Mitglied des Gemeinsamen Ausschusses für Menschenrechte (Joint Committee on Human Rights) von Juli 2005 bis zu seinem Tod und kritisierte in dieser Eigenschaft Innenministerin Jacqui Smith wegen der von der Regierung vorgeschlagenen Verlängerung der Haft von Terrorverdächtigen auf 42 Tage.
Am 8. Februar 2011 nahm er zuletzt an einer Abstimmung teil; am 29. März 2011 meldete er sich zuletzt zu Wort.

## Wirken in der Öffentlichkeit
Schwerpunkte der politischen Arbeit Onslows waren die Menschenrechte, Arbeitsrecht und die Europapolitik.
Er war ein Gegner der Todesstrafe. Onslow sprach sich gegen die Diskriminierung von dunkelhäutigen Menschen in der Household Cavalry aus. Er kritisierte die Ansichten des britischen Ex-Ministers Enoch Powell im Hinblick auf Einwanderungspolitik und Integration und erinnerte diesen daran, dass er während seiner Zeit als Gesundheitsminister „einer der größten Unterstützer der Immigration“ war.
Er überzeugte die Regierung, die Gründung von Unternehmen, die von Angestellten betrieben werden, zu erleichtern. Er schloss sich einer Kampagne der Farm Workers' Union an, welche sich gegen rücksichtslose Arbeitgeber wandte, die die Absicht hatten, Arbeiter aus ihren Ferienhäusern auf dem Land zu vertreiben, um diese zu hohen Preisen an Pendler zu verkaufen. Gegen den Plan der Regierung Thatcher, Kinder aus ländlichen Wohngebieten mit Kosten für die Benutzung von Schulbussen zu belasten, setzte er sich erfolgreich ein.
Nachdem Michael Fagan, ein arbeitsloser Familienvater, der im Juli 1982 in die Privatgemächer der Queen eindringen konnte, in der Folge dafür nicht wegen Hausfriedensbruchs bestraft werden konnte, wies Onslow auf eine Lücke im britischen Strafsystem hin und brachte mit Unterstützung der Regierung einen Gesetzesentwurf ein, dieses Vergehen unter Strafe zu stellen. Onslow argumentierte, es könne nicht sein, dass zwar das Eindringen in eine Botschaft strafrechtlich verfolgt werden könne, nicht jedoch das Eindringen in Privaträume des Monarchen.
Onslow galt als einer der bestinformierten und konstruktivsten Kritiker der von der Regierung Thatcher unterstützten Wildlife and Countryside Bill. 1985 wurde er als Präsident der Open Spaces Society abgelöst, da er das Recht der Armee verteidigte, auf der Salisbury Plain zu trainieren. Onslow sprach sich gegen Versuche des britischen Erzbischofs Arthur Michael Ramsey aus, die Anglikanische Liturgie zu modernisieren.
Auch wandte sich Onslow gegen die übertriebene und rigide Auslegung und Interpretation von EU-Richtlinien, die die Schließung zahlreicher Schlachthöfe im Vereinigten Königreich zur Folge gehabt hätte. Außerdem stimmte er gegen den Vertrag von Maastricht.
Onslow trat zweimal beim satirischen Fernsehquiz Have I Got News for You auf, als einziger Hereditary Peer.

## Familie und Tod
Onslow heiratete 1964 Robin Bullard, die Tochter von  Major Robert Lee Bullard. Sie hatten drei Kinder, zwei Töchter und einen Sohn. Er starb am 17. Mai 2011 im Alter von 73 Jahren nach einer Krebserkrankung; zuletzt saß er im Rollstuhl.
Seinen Titel erbte sein Sohn als Rupert Onslow, 8. Earl of Onslow.